# Holcocera pineae
Holcocera pineae é uma espécie de mariposa do gênero Holcocera pertencente à família Coleophoridae.